# Quest for Glory II: Trial by Fire
Quest for Glory II: Trial by Fire è un'avventura grafica/videogioco di ruolo sviluppata da Lori Ann Cole e pubblicato dalla Sierra On-Line nel 1991. Quest for Glory II: Trial by Fire è stato sviluppato per i sistemi MS-DOS, Amiga e Mac OS e fa parte della serie Quest for Glory.